# 宋怡明

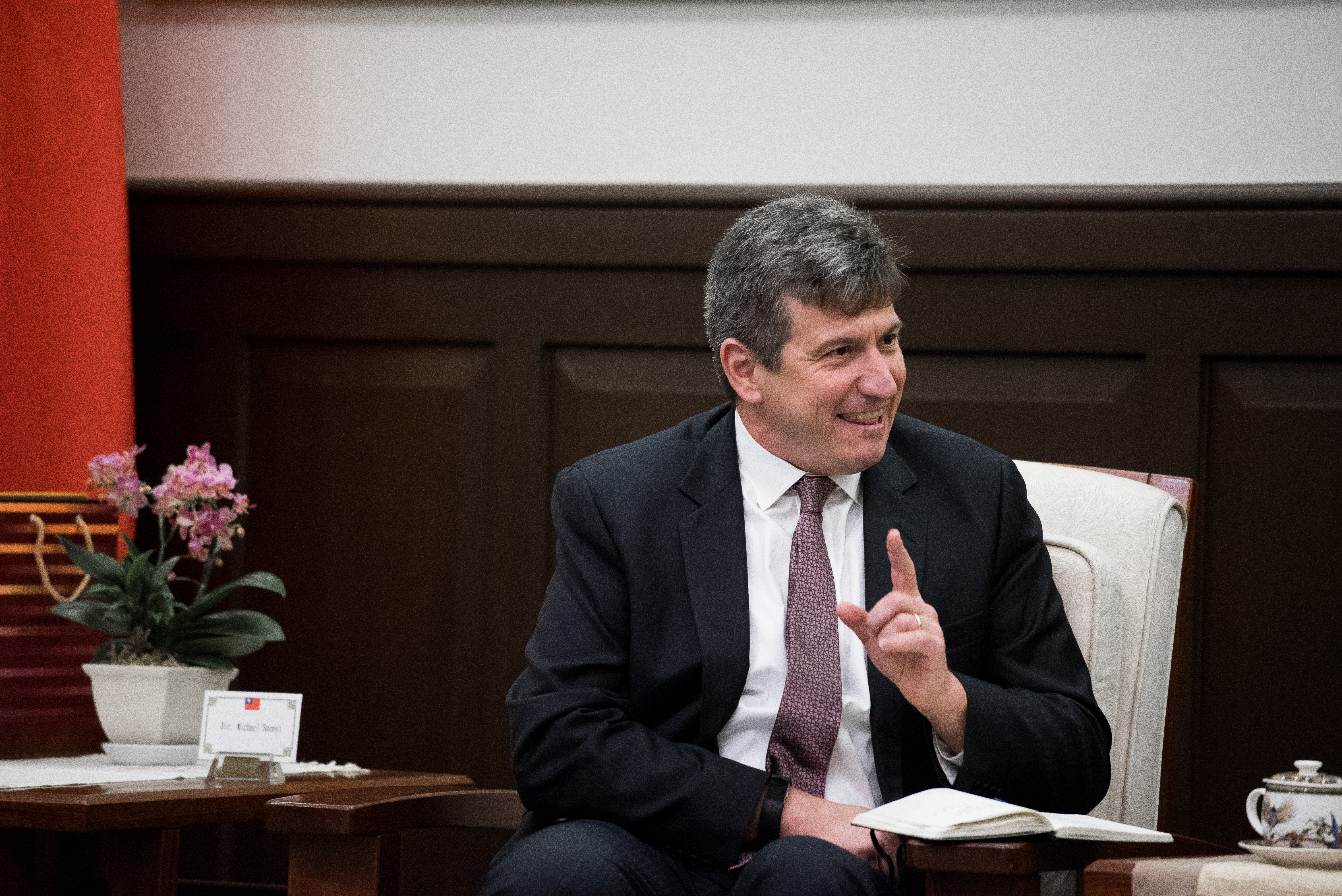
宋怡明

宋怡明（英語：Michael A. Szonyi，1967年5月18日—）是一位加拿大汉学家，目前担任哈佛大学费正清中国研究中心所长。他专攻于明朝时期中国东南沿海历史，中国宗教史，海外华人史以及明朝军事社会史。他追溯明朝时期成立的一些地方邪教并发现其中部分仍在当世有留存。他希望他对这些传统的研究可以帮助历史学家更好地了解宗教在建立地方社会秩序中的作用。

## 生平
匈牙利裔加拿大人，其父因1956年匈牙利革命而流亡到加拿大。1967年出生。宋怡明在十三、四歲時曾與父母到中國旅遊，高中畢業後，宋決定不要那麼早進入大學，而是先利用一年的時間四處遊歷。藉著多倫多大學與武漢華中工學院的合作關係，宋獲得在武漢教授英文的工作機會。於是憑著高中畢業前一個學期上夜間中文課的程度，宋隻身前往中國，并用工作收入去中國的邊疆旅行。結束中國旅行後，宋在1985年進入多倫多大學主修國際關係學，因學校要求，另選修中文。在多倫多大學時，宋修習卜正民的歷史課程，為日後投身中國歷史研究打下基礎。就讀第三年時，宋教授申請到國際扶輪獎學金，於1988年赴國立臺灣大學哲學系就讀，但隨後發現只有歷史學可以解答他的疑問，故宋申請進入國立臺灣大學歷史研究所。在1990年左右，宋成功申請到羅德獎學金，前往牛津攻讀博士，原計畫成為伊懋可教授的博士生，但當年伊懋可教授離職前往澳大利亞，由科大衛教授接替其教職，最後宋在科大衛教授門下學習。當時科大衛教授依據其在珠江三角洲的研究成果，已經在思考其後著作 Emperor and Ancestor 中國家與地方社會的問題，於是1992年宋在科大衛的安排下，到福建跟隨廈門大學的楊國禎學習。但很快回到故乡结婚并于2002年在多伦多大学任教。2005年进入哈佛大学，2007年被任命为John L. Loeb助理教授，2009年被选为中国史教授。目前他往来于剑桥、伦敦和安大略省。2015年被任命为哈佛大学费正清中国研究中心所长。

## 工作經歷
2016/1-    哈佛大学费正清研究中心 主任
2009-      哈佛大学东方语言与文明系 教授
2005-2009  哈佛大学东方语言与文明系 副教授
1998-2004  多倫多大學 歷史系 助理教授/副教授
1994-1998  麥吉爾大學 歷史系 助理教授

## 學歷
1990-1994 牛津大學遠東研究院博士
1992-1993 廈門大學歷史研究所高級進修生
1988-1990 國立台灣大學歷史研究所進修生
1985-1988 多倫多大學國際關係專業學士

## 家庭
妻子是Francine McKenzie，在西安大略大学担任国际关系系教授。

## 著作
- 《前線島嶼：冷戰下的金門》，國立臺灣大學出版中心，2016年，ISBN 9789863501794
- 《被統治的藝術：中華帝國晚期的日常政治》，中國華僑出版社，2019年，ISBN 9787511380326